# Bīd Qaţār-e Pā'īn
Bīd Qaţār-e Pā'īn (persiska: بيد قَطارِ عُليا, Bīd Qaţār-e ‘Olyā, Bīd Qaţār, بيد قطار, بید قطار پایین, بید قطار سفلی) är en ort i Iran.   Den ligger i provinsen Lorestan, i den västra delen av landet, 400 km sydväst om huvudstaden Teheran. Bīd Qaţār-e Pā'īn ligger 1 608 meter över havet och antalet invånare är 226.
Terrängen runt Bīd Qaţār-e Pā'īn är huvudsakligen kuperad, men åt sydväst är den bergig. Runt Bīd Qaţār-e Pā'īn är det ganska tätbefolkat, med 72 invånare per kvadratkilometer. Närmaste större samhälle är Aleshtar, 16,8 km nordost om Bīd Qaţār-e Pā'īn. Omgivningarna runt Bīd Qaţār-e Pā'īn är i huvudsak ett öppet busklandskap.